# Elio Letari
Elio Letari (Busto Arsizio, 19 luglio 1934 – Pavia, 24 luglio 2003) è stato un calciatore italiano, di ruolo jolly.

## Carriera
Inizia la carriera nella Gallaratese, club con cui gioca tre stagioni in IV Serie, ottenendo come massimo risultato il terzo posto del Girone B nella stagione 1954-1955.
Nel 1955 passa al Cagliari; con i sardi gioca quattro stagioni tra i cadetti, ottenendo come miglior risultato il quarto posto della Serie B 1958-1959.
Nel 1959 gioca in Serie A con il Genoa. Con i rossoblu genovesi gioca tre incontri in massima serie, esordendo l'8 novembre 1959 nel pareggio esterno per 2-2 contro l'Udinese. Con i liguri retrocede tra i cadetti al termine della stagione.
Nel 1960 passa al Como con cui gioca la Serie B 1960-1961, chiusa all'undicesimo posto.
Passa al Taranto, in terza serie. Con i pugliesi ottiene il terzo posto del Girone C al termine della stagione.
Letari gioca la Serie D 1962-1963 con il Viareggio, chiudendo al nono posto del Girone A.